# Creampie

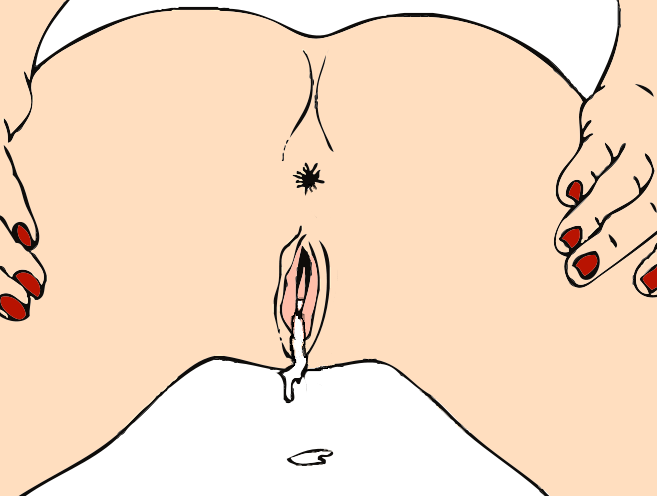
Creampie, vagyis a közösülés után a női hüvelyből kifolyó ondó rajzon

A creampie, vagy magyarul krémes süti a pornográfiában, főként a pornófilmekben használt kifejezés, amivel arra utal, hogy a közösülés során a magömlés a partner hüvelyében, vagy anális szex esetén a végbélben történik. A pornófilmekben ilyenkor többnyire közeli képekben megmutatják a hüvelyből, vagy a végbélnyílásból kifolyó ondót.
A jelenség és az elnevezés a 2000-es évek elején jelent meg az amerikai pornófilmekben. A pornófilmekben rendszerint a befejezett, teljes szexuális aktus bizonyítékaként megmutatják a férfi magömlését. Többnyire, még ha normál közösülés is történik, az aktus a hüvelyen kívül, arcra, szájba, vagy testre élvezéssel végződik, bizonyítékot szolgáltatva arra, hogy megtörtént az orgazmus. Ha valamely testnyílásban, pl. hüvelyben, vagy a végbélben kerül sor a magömlésre, akkor a pornófilmekben külön megmutatják az onnan kicsorgó, kifolyó ondót. Hogy jobban láthatóvá váljon, a szereplő ilyenkor gyakran széthúzza a szeméremajkait, vagy a végbélnyílást. A creampie mind a heteroszexuális, mind a homoszexuális témájú pornófilmekben megtalálható.
A jelenség kritikusai arra hívják fel a figyelmet, hogy ez a védekezés nélküli (óvszer nélküli) szexet népszerűsíti. A pornóiparral kapcsolatos egyik nagy nyilvánosságot kapott botrány is ennek kapcsán robbant ki 2004-ben, miután egy anális creampie jelenet forgatása során az akkor már tudta nélkül HIV pozitív Darren James több pornószínésznőt is megfertőzött a HIV-vel.
Egyes pornófilmeknél a creampie bemutatására az ondót más anyaggal, pl. tojásfehérjével helyettesítik.